# Mistrzostwa Włoch w rugby union kobiet (2015/2016)
Mistrzostwa Włoch w rugby union kobiet (2015/2016) – dwudziesta piąta edycja zarządzanej przez Federazione Italiana Rugby najwyższej klasy rozgrywkowej w kobiecym rugby union we Włoszech, a trzydziesta druga ogółem. Zawody odbywały się w dniach 4 października 2015 – 5 czerwca 2016 roku. Tytułu mistrzowskiego zdobytego w poprzednim sezonie broniła drużyna Valsugana Padova.
Wielokrotne mistrzynie kraju, zespół Red Panthers, awansowały do fazy play-off jedynie lepszym bilansem w bezpośrednich spotkaniach z Rugby Riviera 1975. W barażach odpadły zespoły zajmujące po fazie zasadniczej trzecie miejsca, a z półfinałowych dwumeczów zwycięsko wyszły zespoły z grupy 1. Finał został rozegrany w Parmie, a tytuł mistrzowski obroniła drużyna Valsugana Padova.

## System rozgrywek
Rozgrywki zostały przeprowadzone według systemu z poprzednich dwóch sezonów. Rozgrywki ligowe prowadzone były w pierwszej fazie systemem kołowym według modelu dwurundowego w okresie jesień-wiosna, a uczestniczące drużyny zostały podzielone na dwie grupy. Druga faza rozgrywek obejmowała mecze systemem pucharowym o mistrzostwo kraju. Do półfinałów bezpośrednio awansowali zwycięzcy grup, zaś o pozostałe dwa miejsce rywalizowały drużyny z miejsc drugich i trzecich. Finał odbył się na neutralnym stadionie.

## Faza grupowa

### Grupa A
| 04-10-2015 | 1 ⇐ kolejka ⇒ 10                               | 10-01-2016 |
| ---------- | ---------------------------------------------- | ---------- |
| 0-114      | Chicken CUS Pavia-Rugby Monza                  | 0-71       |
| 12-27      | Rugby Colorno-Benetton Treviso                 | 16-18      |
| 0-44       | Rugby Casale-Valsugana Rugby Padova            | 0-32       |
| 0-36       | Rugby Cogoleto & Prov. Ovest-CUS Torino R. asd | 5-58       |

| 01-11-2015 | 4 ⇐ kolejka ⇒ 13                         | 06-03-2016 |
| ---------- | ---------------------------------------- | ---------- |
| 98-0       | Rugby Monza-Rugby Cogoleto & Prov. Ovest | 48-0       |
| 15-7       | Valsugana Rugby Padova-CUS Torino R. asd | 37-0       |
| 20-0       | Benetton Treviso-Rugby Riviera 1975      | 10-18      |
| 5-36       | Chicken CUS Pavia-Rugby Casale           | 10-65      |

| 29-11-2015 | 7 ⇐ kolejka ⇒ 16                          | 17-04-2016 |
| ---------- | ----------------------------------------- | ---------- |
| 6-38       | Rugby Cogoleto & Prov. Ovest-Rugby Casale | 0-41       |
| 5-20       | Rugby Riviera 1975-Rugby Colorno          | 29-10      |
| 48-3       | CUS Torino R. asd-Chicken CUS Pavia       | 78-0       |
| 8-19       | Valsugana Rugby Padova-Rugby Monza        | 3-8        |

| 11-10-2015 | 2 ⇐ kolejka ⇒ 11                                    | 17-01-2016 |
| ---------- | --------------------------------------------------- | ---------- |
| 10-32      | CUS Torino R. asd-Rugby Riviera 1975                | 12-43      |
| 85-5       | Valsugana Rugby Padova-Rugby Cogoleto & Prov. Ovest | 56-0       |
| 25-8       | Benetton Treviso-Rugby Casale                       | 44-8       |
| 36-0       | Rugby Monza-Rugby Colorno                           | 29-17      |

| 08-11-2015 | 5 ⇐ kolejka ⇒ 14                               | 03-04-2016 |
| ---------- | ---------------------------------------------- | ---------- |
| 22-17      | Rugby Casale-Rugby Colorno                     | 0-19       |
| 27-0       | Rugby Cogoleto & Prov. Ovest-Chicken CUS Pavia | 27-5       |
| 7-38       | Rugby Riviera 1975-Rugby Monza                 | 19-5       |
| 7-20       | CUS Torino R. asd-Benetton Treviso             | 0-51       |

| 06-12-2015 | 8 ⇐ kolejka ⇒ 17                         | 24-04-2016 |
| ---------- | ---------------------------------------- | ---------- |
| 30-22      | Rugby Monza-Benetton Treviso             | 16-0       |
| 0-80       | Chicken CUS Pavia-Valsugana Rugby Padova | 0-125      |
| 44-7       | Rugby Colorno-CUS Torino R. asd          | 10-5       |
| 26-29      | Rugby Casale-Rugby Riviera 1975          | 3-29       |

| 25-10-2015 | 3 ⇐ kolejka ⇒ 12                              | 24-01-2016 |
| ---------- | --------------------------------------------- | ---------- |
| 0-45       | Rugby Casale-Rugby Monza                      | 0-45       |
| 0-53       | Rugby Cogoleto & Prov. Ovest-Benetton Treviso | 0-85       |
| 5-25       | Rugby Riviera 1975-Valsugana Rugby Padova     | 10-14      |
| 75-0       | Rugby Colorno-Chicken CUS Pavia               | 91-5       |

| 22-11-2015 | 6 ⇐ kolejka ⇒ 15                           | 10-04-2016 |
| ---------- | ------------------------------------------ | ---------- |
| 36-0       | Rugby Colorno-Rugby Cogoleto & Prov. Ovest | 27-5       |
| 3-8        | Benetton Treviso-Valsugana Rugby Padova    | 12-47      |
| 65-0       | Rugby Monza-CUS Torino R. asd              | 51-0       |
| 0-54       | Chicken CUS Pavia-Rugby Riviera 1975       | 0-129      |

| 20-12-2015 | 9 ⇐ kolejka ⇒ 18                                | 01-05-2016 |
| ---------- | ----------------------------------------------- | ---------- |
| 112-0      | Rugby Riviera 1975-Rugby Cogoleto & Prov. Ovest | 65-0       |
| 12-5       | CUS Torino R. asd-Rugby Casale                  | 17-23      |
| 24-0       | Valsugana Rugby Padova-Rugby Colorno            | 12-20      |
| 128-0      | Benetton Treviso-Chicken CUS Pavia              | 50-0       |

### Grupa B
| 04-10-2015 | 1 ⇐ kolejka ⇒ 10                                 | 10-01-2016 |
| ---------- | ------------------------------------------------ | ---------- |
| 81-0       | Umbria Rugby Ragazze-Frascati R. Club 2015       | 7-20       |
| 46-0       | CUS Roma -Tocana Aeroporti I Medicei             | 24-7       |
| 0-48       | Rugby Belve Neroverdi -Caravaggio S.V. Benevento | 0-53       |
| 5-34       | Donne Etrusche Rugby-Rugby Bologna 1928          | 0-37       |

| 01-11-2015 | 4 ⇐ kolejka ⇒ 13                                | 06-03-2016 |
| ---------- | ----------------------------------------------- | ---------- |
| 27-5       | Caravaggio S.V. Benevento-CUS Roma              | 31-5       |
| 38-15      | Rugby Bologna 1928-Rugby Belve Neroverdi        | 12-12      |
| 0-19       | Tocana Aeroporti I Medicei-Umbria Rugby Ragazze | 0-5        |

| 29-11-2015 | 7 ⇐ kolejka ⇒ 16                              | 17-04-2016 |
| ---------- | --------------------------------------------- | ---------- |
| 51-7       | CUS Roma -Rugby Belve Neroverdi               | 29-5       |
| 5-15       | Umbria Rugby Ragazze-Donne Etrusche Rugby     | 8-27       |
| 0-66       | Tocana Aeroporti I Medicei-Rugby Bologna 1928 | 3-43       |

| 11-10-2015 | 2 ⇐ kolejka ⇒ 11                                 | 17-01-2016 |
| ---------- | ------------------------------------------------ | ---------- |
| 34-0       | Caravaggio S.V. Benevento-Donne Etrusche Rugby   | 24-3       |
| 12-20      | Tocana Aeroporti I Medicei-Rugby Belve Neroverdi | 8-32       |
| 0-95       | Frascati R. Club 2015-CUS Roma                   | 5-24       |
|            |                                                  |            |

| 08-11-2015 | 5 ⇐ kolejka ⇒ 14                                     | 03-04-2016 |
| ---------- | ---------------------------------------------------- | ---------- |
| 7-42       | Tocana Aeroporti I Medicei-Caravaggio S.V. Benevento | 3-67       |
| 0-37       | Frascati R. Club 2015-Rugby Bologna 1928             | 21-30      |
| 26-26      | CUS Roma -Donne Etrusche Rugby                       | 11-5       |

| 06-12-2015 | 8 ⇐ kolejka ⇒ 17                                | 24-04-2016 |
| ---------- | ----------------------------------------------- | ---------- |
| 37-3       | CUS Roma -Umbria Rugby Ragazze                  | 12-3       |
| 33-12      | Rugby Belve Neroverdi -Frascati R. Club 2015    | 22-12      |
| 12-5       | Donne Etrusche Rugby-Tocana Aeroporti I Medicei | 3-7        |

| 25-10-2015 | 3 ⇐ kolejka ⇒ 12                                 | 24-01-2016 |
| ---------- | ------------------------------------------------ | ---------- |
| 10-26      | Frascati R. Club 2015-Tocana Aeroporti I Medicei | 10-0       |
| 0-15       | Umbria Rugby Ragazze-Caravaggio S.V. Benevento   | 7-58       |
| 15-21      | CUS Roma -Rugby Bologna 1928                     | 3-19       |
|            |                                                  |            |

| 22-11-2015 | 6 ⇐ kolejka ⇒ 15                                | 10-04-2016 |
| ---------- | ----------------------------------------------- | ---------- |
| 24-20      | Donne Etrusche Rugby-Rugby Belve Neroverdi      | 12-17      |
| 20-0       | Rugby Bologna 1928-Umbria Rugby Ragazze         | 36-0       |
| 58-0       | Caravaggio S.V. Benevento-Frascati R. Club 2015 | 36-12      |

| 20-12-2015 | 9 ⇐ kolejka ⇒ 18                             | 01-05-2016 |
| ---------- | -------------------------------------------- | ---------- |
| 8-29       | Umbria Rugby Ragazze-Rugby Belve Neroverdi   | 12-31      |
| 23-11      | Caravaggio S.V. Benevento-Rugby Bologna 1928 | 26-18      |
| 0-17       | Frascati R. Club 2015-Donne Etrusche Rugby   | 5-26       |

## Faza pucharowa

### Baraże o półfinał
| 15 maja 2016 | Valsugana Padova | 51:0 | CUS Roma |  |
| 15 maja 2016 |                  | 51:0 |          |  |

| 15 maja 2016 | Bologna | 5:5 k. 1:0 | Benevento |  |
| 15 maja 2016 |         | 5:5 k. 1:0 |           |  |

### Półfinały
| 22 maja 2016 | Valsugana Padova | 29:0 | Benevento |  |
| 22 maja 2016 |                  | 29:0 |           |  |

| 22 maja 2016 | Bologna | 9:52 | Monza |  |
| 22 maja 2016 |         | 9:52 |       |  |

| 29 maja 2016 | Benevento | 0:24 | Valsugana Padova |  |
| 29 maja 2016 |           | 0:24 |                  |  |

| 29 maja 2016 | Monza | 50:3 | Bologna |  |
| 29 maja 2016 |       | 50:3 |         |  |

### Finał
| 4 czerwca 2016 | Valsugana Padova | 6:0 | Monza | Stadio San Michele, Calvisano Sędzia: Sarà Benvenuti |
| 4 czerwca 2016 |                  | 6:0 |       | Stadio San Michele, Calvisano Sędzia: Sarà Benvenuti |